# Saison 2010 de l'équipe cycliste HTC-Columbia
La saison 2010 de l'équipe cycliste HTC-Columbia est la troisième de l'équipe. Elle débute en janvier sur le Tour Down Under et se termine en octobre sur le Tour de Lombardie. 
En tant qu'équipe ProTour, elle participe au calendrier de l'UCI ProTour. L'équipe termine à la 5e place du classement mondial UCI.

## Préparation de la saison 2010

### Arrivées et départs
| Arrivées            | Équipe 2009          |
| ------------------- | -------------------- |
| Lars Bak            | Saxo Bank            |
| Jan Ghyselinck      | Beveren 2000         |
| Matthew Goss        | Saxo Bank            |
| Patrick Gretsch     | Thüringer Energie    |
| Rasmus Guldhammer   | Capinordic           |
| Leigh Howard        | Jayco-AIS            |
| Hayden Roulston     | Cervélo Test         |
| Aleksejs Saramotins | Designa Køkken       |
| Tejay van Garderen  | Rabobank Continental |
| Martin Velits       | Milram               |
| Peter Velits        | Milram               |

| Départs              | Équipe 2010 |
| -------------------- | ----------- |
| Michael Barry        | Sky         |
| Edvald Boasson Hagen | Sky         |
| Marcus Burghardt     | BMC Racing  |
| Gregory Henderson    | Sky         |
| George Hincapie      | BMC Racing  |
| Kim Kirchen          | Katusha     |
| Thomas Lövkvist      | Sky         |
| Morris Possoni       | Sky         |

## Coureurs et encadrement technique

### Effectif
| Cycliste            | Date de naissance | Nationalité      | Équipe 2009          |
| ------------------- | ----------------- | ---------------- | -------------------- |
| Michael Albasini    | 10 décembre 1980  | Suisse           | Columbia-HTC         |
| Lars Bak            | 16 janvier 1980   | Danemark         | Saxo Bank            |
| Mark Cavendish      | 21 mai 1986       | Royaume-Uni      | Columbia-HTC         |
| Gert Dockx          | 4 juillet 1988    | Belgique         | Columbia-HTC         |
| Bernhard Eisel      | 17 février 1981   | Autriche         | Columbia-HTC         |
| Jan Ghyselinck      | 24 février 1988   | Belgique         | Beveren 2000         |
| Matthew Goss        | 5 novembre 1986   | Australie        | Saxo Bank            |
| Bert Grabsch        | 19 juin 1975      | Allemagne        | Columbia-HTC         |
| André Greipel       | 16 juillet 1982   | Allemagne        | Columbia-HTC         |
| Patrick Gretsch     | 7 avril 1987      | Allemagne        | Thüringer Energie    |
| Rasmus Guldhammer   | 9 mars 1989       | Danemark         | Capinordic           |
| Adam Hansen         | 11 mai 1981       | Australie        | Columbia-HTC         |
| Leigh Howard        | 18 octobre 1989   | Australie        | Jayco-AIS            |
| Craig Lewis         | 1er octobre 1985  | États-Unis       | Columbia-HTC         |
| Tony Martin         | 23 avril 1985     | Allemagne        | Columbia-HTC         |
| Maxime Monfort      | 14 janvier 1983   | Belgique         | Columbia-HTC         |
| Marco Pinotti       | 25 février 1976   | Italie           | Columbia-HTC         |
| František Raboň     | 26 septembre 1983 | Tchéquie         | Columbia-HTC         |
| Mark Renshaw        | 22 octobre 1982   | Australie        | Columbia-HTC         |
| Vicente Reynés      | 30 juillet 1981   | Espagne          | Columbia-HTC         |
| Michael Rogers      | 20 décembre 1979  | Australie        | Columbia-HTC         |
| Hayden Roulston     | 10 janvier 1981   | Nouvelle-Zélande | Cervélo Test         |
| Aleksejs Saramotins | 8 avril 1982      | Lettonie         | Designa Køkken       |
| Marcel Sieberg      | 30 avril 1982     | Allemagne        | Columbia-HTC         |
| Kanstantsin Siutsou | 9 août 1982       | Biélorussie      | Columbia-HTC         |
| Tejay van Garderen  | 20 août 1988      | États-Unis       | Rabobank Continental |
| Peter Velits        | 21 février 1985   | Slovaquie        | Milram               |
| Martin Velits       | 21 février 1985   | Slovaquie        | Milram               |

## Bilan de la saison

### Victoires
| Date       | Course                                                | Pays               | Classe | Vainqueur           |
| ---------- | ----------------------------------------------------- | ------------------ | ------ | ------------------- |
| 19/01/2010 | 1re étape du Tour Down Under                          | Australie          | PT     | André Greipel       |
| 20/01/2010 | 2e étape du Tour Down Under                           | Australie          | PT     | André Greipel       |
| 22/01/2010 | 4e étape du Tour Down Under                           | Australie          | PT     | André Greipel       |
| 24/01/2010 | Classement général du Tour Down Under                 | Australie          | PT     | André Greipel       |
| 11/02/2010 | Trofeo Magaluf-Palmanova                              | Espagne            | 1.1    | André Greipel       |
| 17/02/2010 | 4e étape du Tour d'Oman                               | Oman               | 2.1    | Leigh Howard        |
| 18/02/2010 | 2e étape du Tour de l'Algarve                         | Portugal           | 2.1    | André Greipel       |
| 25/02/2010 | Classement général du Tour d'Andalousie               | Espagne            | 2.1    | Michael Rogers      |
| 06/03/2010 | 4e étape du Tour de Murcie                            | Espagne            | 2.1    | František Raboň     |
| 07/03/2010 | Classement général du Tour de Murcie                  | Espagne            | 2.1    | František Raboň     |
| 23/03/2010 | 2e étape du Tour de Catalogne                         | Espagne            | PT     | Mark Cavendish      |
| 28/03/2010 | Gand-Wevelgem                                         | Belgique           | PT     | Bernhard Eisel      |
| 11/04/2010 | 1re étape du Tour de Turquie                          | Turquie            | 2.HC   | André Greipel       |
| 12/04/2010 | 2e étape du Tour de Turquie                           | Turquie            | 2.HC   | André Greipel       |
| 15/04/2010 | 5e étape du Tour de Turquie                           | Turquie            | 2.HC   | André Greipel       |
| 16/04/2010 | 6e étape du Tour de Turquie                           | Turquie            | 2.HC   | André Greipel       |
| 18/04/2010 | 8e étape du Tour de Turquie                           | Turquie            | 2.HC   | André Greipel       |
| 27/04/2010 | Prologue du Tour de Romandie                          | Suisse             | PT     | Marco Pinotti       |
| 29/04/2010 | 2e étape du Tour de Romandie                          | Suisse             | PT     | Mark Cavendish      |
| 16/05/2010 | 1re étape du Tour de Californie                       | États-Unis         | 2.HC   | Mark Cavendish      |
| 17/05/2010 | 9e étape du Tour d'Italie                             | Italie             | HIS    | Matthew Goss        |
| 22/05/2010 | 7e étape du Tour de Californie                        | États-Unis         | 2.HC   | Tony Martin         |
| 23/05/2010 | Classement général du Tour de Californie              | États-Unis         | 2.HC   | Michael Rogers      |
| 27/05/2010 | 18e étape du Tour d'Italie                            | Italie             | HIS    | André Greipel       |
| 29/05/2010 | 4e étape du Tour de Bavière                           | Allemagne          | 2.HC   | Maxime Monfort      |
| 30/05/2010 | Classement général du Tour de Bavière                 | Allemagne          | 2.HC   | Maxime Monfort      |
| 06/06/2010 | Philadelphia International Championship               | États-Unis         | 1.HC   | Matthew Goss        |
| 19/06/2010 | 4e étape du Ster Elektrotoer                          | Pays-Bas           | 2.1    | Adam Hansen         |
| 20/06/2010 | 9e étape du Tour de Suisse                            | Suisse             | PT     | Tony Martin         |
| 20/06/2010 | Classement général du Ster Elektrotoer                | Pays-Bas           | 2.1    | Adam Hansen         |
| 24/06/2010 | Championnat de République tchèque du contre-la-montre | Tchéquie           | CN     | František Raboň     |
| 24/06/2010 | Championnat de Slovaquie du contre-la-montre          | Tchéquie           | CN     | Martin Velits       |
| 25/06/2010 | Championnat d'Allemagne du contre-la-montre           | Allemagne          | CN     | Tony Martin         |
| 27/06/2010 | Championnat d'Italie du contre-la-montre              | Italie             | CN     | Marco Pinotti       |
| 27/06/2010 | Championnat de Lettonie sur route                     | Lettonie           | CN     | Aleksejs Saramotins |
| 04/07/2010 | 1re étape du Tour d'Autriche                          | Autriche           | 2.HC   | André Greipel       |
| 08/07/2010 | 5e étape du Tour de France                            | France             | HIS    | Mark Cavendish      |
| 09/07/2010 | 6e étape du Tour de France                            | France             | HIS    | Mark Cavendish      |
| 09/07/2010 | 6e étape du Tour d'Autriche                           | Autriche           | 2.HC   | André Greipel       |
| 15/07/2010 | 11e étape du Tour de France                           | France             | HIS    | Mark Cavendish      |
| 23/07/2010 | 18e étape du Tour de France                           | France             | HIS    | Mark Cavendish      |
| 25/07/2010 | 20e étape du Tour de France                           | France             | HIS    | Mark Cavendish      |
| 02/08/2010 | 2e étape du Tour de Pologne                           | Pologne            | PT     | André Greipel       |
| 04/08/2010 | 1re étape du Tour du Danemark                         | Danemark           | 2.HC   | Matthew Goss        |
| 07/08/2010 | 4e étape du Tour du Danemark                          | Danemark           | 2.HC   | Mark Renshaw        |
| 07/08/2010 | 7e étape du Tour de Pologne                           | Pologne            | PT     | André Greipel       |
| 08/08/2010 | 6e étape du Tour du Danemark                          | Danemark           | 2.HC   | Hayden Roulston     |
| 19/08/2010 | 2e étape de l'Eneco Tour                              | Pays-Bas           | PT     | André Greipel       |
| 22/08/2010 | Grand Prix de Plouay                                  | France             | PT     | Matthew Goss        |
| 23/08/2010 | 6e étape de l'Eneco Tour                              | Belgique           | PT     | André Greipel       |
| 24/08/2010 | 7e étape de l'Eneco Tour                              | Belgique           | PT     | Tony Martin         |
| 24/08/2010 | Classement général de l'Eneco Tour                    | Belgique/ Pays-Bas | PT     | Tony Martin         |
| 28/08/2010 | 1re étape du Tour d'Espagne                           | Espagne            | HIS    | HTC-Columbia        |
| 09/09/2010 | 12e étape du Tour d'Espagne                           | Espagne            | HIS    | Mark Cavendish      |
| 10/09/2010 | 13e étape du Tour d'Espagne                           | Espagne            | HIS    | Mark Cavendish      |
| 11/09/2010 | 1re étape du Tour de Grande-Bretagne                  | Royaume-Uni        | 2.1    | André Greipel       |
| 13/09/2010 | 3e étape du Tour de Grande-Bretagne                   | Royaume-Uni        | 2.1    | Michael Albasini    |
| 15/09/2010 | 17e étape du Tour d'Espagne                           | Espagne            | HIS    | Peter Velits        |
| 16/09/2010 | 6e étape du Tour de Grande-Bretagne                   | Royaume-Uni        | 2.1    | André Greipel       |
| 16/09/2010 | 18e étape du Tour d'Espagne                           | Espagne            | HIS    | Mark Cavendish      |
| 17/09/2010 | Championnat des Flandres                              | Belgique           | 1.1    | Leigh Howard        |
| 18/09/2010 | 8e étape du Tour de Grande-Bretagne                   | Royaume-Uni        | 2.1    | André Greipel       |
| 18/09/2010 | Classement général du Tour de Grande-Bretagne         | Royaume-Uni        | 2.1    | Michael Albasini    |
| 19/09/2010 | Grand Prix d'Isbergues                                | France             | 1.1    | Aleksejs Saramotins |

### Résultats sur les courses majeures
Les tableaux suivants représentent les résultats de l'équipe dans les principales courses du calendrier international (les cinq classiques majeures et les trois grands tours). Pour chaque épreuve est indiqué le meilleur coureur de l'équipe, son classement ainsi que les accessits glanés par HTC-Columbia sur les courses de trois semaines.

#### Classiques
| Classique            | Milan-San Remo       | Tour des Flandres    | Paris-Roubaix         | Liège-Bastogne-Liège | Tour de Lombardie    |
| -------------------- | -------------------- | -------------------- | --------------------- | -------------------- | -------------------- |
| Coureur (classement) | Michael Rogers (25e) | Bernhard Eisel (16e) | Hayden Roulston (10e) | Tony Martin (72e)    | Maxime Monfort (19e) |

#### Grands tours
| Grand tour           | Tour d'Italie                                        | Tour de France                        | Tour d'Espagne |
| -------------------- | ---------------------------------------------------- | ------------------------------------- | --- |
| Coureur (classement) | Marco Pinotti (9e)                                   | Michael Rogers (37e)                  | Peter Velits (2e) |
| Accessits            | 2 victoires d'étapes (Matthew Goss et André Greipel) | 5 victoires d'étapes (Mark Cavendish) | 5 victoires d'étapes (Contre-la-montre par équipes, Mark Cavendish (3) et Peter Velits) et classement par points (Mark Cavendish) |

### Classement UCI
L'équipe HTC-Columbia termine à la cinquième place du Calendrier mondial avec 855 points. Ce total est obtenu par l'addition des points des cinq meilleurs coureurs de l'équipe au classement individuel que sont André Greipel, 20e avec 211 points, Mark Cavendish, 23e avec 198 points, Tony Martin, 25e avec 179 points, Marco Pinotti, 33e avec 140 points, et Peter Velits, 39e avec 127 points,.
| Rang | Coureur            | Points |
| ---- | ------------------ | ------ |
| 20   | André Greipel      | 211    |
| 23   | Mark Cavendish     | 198    |
| 25   | Tony Martin        | 179    |
| 33   | Marco Pinotti      | 140    |
| 39   | Peter Velits       | 127    |
| 43   | Michael Rogers     | 113    |
| 46   | Matthew Goss       | 109    |
| 61   | Bernhard Eisel     | 83     |
| 67   | Tejay van Garderen | 76     |
| 73   | Michael Albasini   | 67     |
| 95   | Maxime Monfort     | 44     |
| 168  | Mark Renshaw       | 10     |
| 194  | Bert Grabsch       | 6      |
| 207  | Hayden Roulston    | 4      |
| 222  | Martin Velits      | 4      |